# 한강, 안소미의 트롯! 차차차!
《한강, 안소미의 트롯! 차차차!》는 대한민국의 방송국 국방FM에서 방송했던 라디오 트로트 음악 전문 프로그램이다.

## 역사
2021년 11월 6일에 방송시작하였다.

## 코너 소개

### 매일 코너
- 또 만났네 또 만났어
- 으라차차 사서함

### 요일별 코너
- 월요일 - 원픽 차차차
- 화요일 - 넌 트롯 난 타롯
- 수요일 - 트롯 퀴즈쇼
- 목요일 - 일락의 락락락
- 금요일 - 노래하는 장교수의 트롯 사전

## 진행
- 한강, 안소미